# 김현지 (배우)
김현지(2002년 3월 25일 ~ )는 대한민국의 배우다.

## 드라마
- 2018년 JTBC 웹 드라마 《상사세끼》
- 2025년 KBS1 일일 드라마 《대운을 잡아라》 - 김아진 역

## 뮤직비디오
- 2017년 M/V 《수란 - 1+1=0 (Feat. DEAN)》
- 2017년 M/V 《이석훈 - She》
- 2017년 M/V 《선우정아 - 고양이 (Feat.아이유)》
- 2018년 M/V 《린 - 이별의 온도》